# Christijana Kolewa
Christijana Kolewa, bułg. Християна Колева (ur. 10 maja 1982) w Tetewenie w Bułgarii – bułgarska siatkarka występująca na pozycji przyjmującej. W sezonie 2007/2008 zawodniczka występowała w najwyższej klasie rozgrywek w Polsce w klubie KPSK Stal Mielec.

## Kluby
- Olimpik Tetewen
- Spartak 96 Plewen[1]
- VC Zeiler Köniz[2]
- Minatori
- Marmaris Belediyespor
- AS Saint-Raphaël Volley-Ball
- KPSK Stal Mielec[3]
- Spartak 96 Plewen
- VTN Tulle-Naves[4]
- Polonia Volleyball Club[5]

## Sukcesy
- brązowy medal w mistrzostwach Bułgarii ze Spartak 96 Plewen
- złoty medal w mistrzostwach Szwajcarii z VC Zeiler Köniz
- zdobywczyni Pucharu Szwajcarii z VC Zeiler Köniz
- srebrny medal w mistrzostwach Albanii z Minatori
- złoty medal w mistrzostwach Anglii z Polonia Volleyball Club